# Club de la Reforma
Club de la Reforma fue un grupo de amigos, intelectuales liberales progresistas, formado en 1848, en Santiago de Chile, con la intención de reunir los ideales opositores al gobierno de Manuel Bulnes.

## Antecedentes Históricos
Se organizó oficialmente el 29 de octubre de 1849 y reunió, entre sus integrantes, a pipiolos y opositores al gobierno pelucón de Manuel Bulnes. 
El Club de la Reforma fue la primera forma de sociabilidad política moderna, sin embargo, nunca pudo definir un plan de acción para la modernización de la política. Uno de sus principales fundadores fue el líder liberal, Salvador Sanfuentes Torres y los que serían presidentes de la República, don Federico Errázuriz Zañartu y Domingo Santa María González. Algunos integrantes de este club, como Santiago Arcos, fundan en 1850 la Sociedad de la Igualdad, que a partir de principios liberales, se proyecta hacia la organización de un movimiento popular.
El Club de la Reforma tendría nuevas versiones en el futuro, siempre encaminadas a lograr la apertura del sistema político chileno y la incorporación de la ciudadanía al proceso de toma de decisiones, logrando algunos de sus objetivos con las reformas constitucionales aprobadas en 1874.